# Databeslag
Databeslag in het Belgisch strafprocesrecht is het kopiëren op dragers van de overheid, verzegelen en/of ontoegankelijk maken van opgeslagen gegevens die worden aangetroffen in het kader van een openlijke informaticazoeking.
Gegevens kunnen enkel in beslag worden genomen:
1. indien ze nuttig zijn voor de waarheidsvinding; of
2. wanneer ze in aanmerking komen voor de bijzondere verbeurdverklaring of teruggave; of
3. ter stopzetting van handelingen die een misdrijf lijken uit te maken; of
4. ter beveiliging van civielrechtelijke belangen.

Databeslag is een onderzoeksmaatregel die wordt geregeld in artikel 39bis, § 6 van het Wetboek van Strafvordering.